# Real Sociedad Geográfica Canadiense
La Real Sociedad Geográfica Canadiense (The Royal Canadian Geographical Society en inglés [RCGS] y La Société géographique royale du Canada [SRGC] en francés) es una organización sin ánimo de lucro con fines educativos dedicada a transmitir el conocimiento y aprecio de Canadá — su gente y lugares, sus recursos naturales y monumentos y los desafiós de los cambios sociales, económicos y culturales —. Realiza también conferencias, actividades de investigación y expediciones. La RCGS publica la revista en lengua inglesa Canadian Geographic desde 1930. La versión en francés se edita con el nombre de Géographica, en colaboración con L'actualité, desde 1997.
La dirección de la entidad y los integrantes de los distintos comités internos están compuestos solo por voluntarios. La Sociedad concede el Premio Massey, cuyo objetivo es reconocer a quienes han realizado actividades sobresalientes en la exploración, desarrollo o descripción de la geografía de Canadá.
El Consejo Canadiense para la Educación Geográfica, junto con esta Sociedad y la National Geographic Society de Washington D. C. establecieron un protocolo de cooperación desde 1993 destinado a fomentar el conocimiento de la geografía en las escuelas.